# Elecciones municipales de Brasil de 2008
Las elecciones municipales de Brasil de 2008 se realizaron inicialmente el domingo 5 de octubre. Unos 130 millones de votantes debían elegir a los alcaldes y concejales para 5.563 municipios. El domingo 26 de octubre se realizó una segunda vuelta en las municipalidades donde ningún candidato había podido conseguir la mayoría absoluta en la primera vuelta.
En la segunda vuelta solamente el 21% del electorado total fue llamado a participar de nuevo.

## Resultados de las principales municipalidades de Brasil
| Alcalde                                 | Partido político                             | Municipio         | Porcentaje obtenido | Segunda vuelta |
| --------------------------------------- | -------------------------------------------- | ----------------- | ------------------- | -------------- |
| Edvaldo Nogueira                        | Partido Comunista del Brasil                 | Aracaju           | 51.72%              | NA             |
| Duciomar Costa                          | Partido Laborista Brasileño                  | Belém             | 35.15%              | 59.60%         |
| Márcio Lacerda                          | Partido Socialista Brasileño                 | Belo Horizonte    | 43.59%              | 59.12%         |
| Iradilson Sampaio de Souza              | Partido Laborista Brasileño                  | Boa Vista         | 54.35%              | NA             |
| Nelson Trad Filho                       | Partido del Movimiento Democrático Brasileño | Campo Grande      | 71.41%              | NA             |
| Wilson Pereira dos Santos               | Partido de la Social Democracia Brasileña    | Cuiabá            | 47.92%              | 60.47%         |
| Carlos Alberto Richa                    | Partido de la Social Democracia Brasileña    | Curitiba          | 77.27%              | NA             |
| Dário Berger                            | Partido del Movimiento Democrático Brasileño | Florianópolis     | 39.80%              | 57.68%         |
| Luizianne Lins                          | Partido de los Trabajadores                  | Fortaleza         | 50.16%              | NA             |
| Iris Rezende Machado                    | Partido del Movimiento Democrático Brasileño | Goiânia           | 74.16%              | NA             |
| Ricardo Coutinho                        | Partido Socialista Brasileño                 | João Pessoa       | 73.85%              | NA             |
| Antônio Roberto Rodrigues Góes da Silva | Partido Democrático Laborista                | Macapá            | 26.53%              | 51.66%         |
| Cícero Almeida                          | Partido Progresista                          | Maceió            | 81.49%              | NA             |
| Amazonino Mendes                        | Partido Laborista Brasileño                  | Manaus            | 46.21%              | 57.13%         |
| Micarla de Sousa                        | Partido Verde                                | Natal             | 50.84%              | NA             |
| Raul Filho                              | Partido de los Trabajadores                  | Palmas            | 44.52%              | NA             |
| José Fogaça                             | Partido del Movimiento Democrático Brasileño | Porto Alegre      | 43.85%              | 58.95%         |
| Roberto Sobrinho                        | Partido de los Trabajadores                  | Porto Velho       | 59.51%              | NA             |
| João da Costa Bezerra Filho             | Partido de los Trabajadores                  | Recife            | 51.54%              | NA             |
| Raimundo Angelim                        | Partido de los Trabajadores                  | Río Branco        | 50.82%              | NA             |
| Eduardo Paes                            | Partido del Movimiento Democrático Brasileño | Río de Janeiro    | 31.98%              | 50.83%         |
| João Henrique Carneiro                  | Partido del Movimiento Democrático Brasileño | Salvador de Bahía | 30.97%              | 58.46%         |
| João Castelo                            | Partido de la Social Democracia Brasileña    | São Luís          | 43.12%              | 55.84%         |
| Gilberto Kassab                         | Demócratas (Brasil)                          | São Paulo         | 33.61%              | 60.72%         |
| Sílvio Mendes                           | Partido de la Social Democracia Brasileña    | Teresina          | 70.36%              | NA             |
| João Coser                              | Partido de los Trabajadores                  | Vitória           | 65.03%              | NA             |

## Consecuencias
El PMDB, aliado del presidente Lula, fue el gran vencedor de las elecciones municipales, al conseguir 1.207 prefecturas, seis de ellas capitales estatales.
La victoria del opositor Gilberto Kassab en São Paulo ayudó a impulsar la candidatura de su aliado, José Serra, en las elecciones presidenciales del 2010, aunque fue insuficiente para derrotar a Dilma Rouseff, la candidata del entonces presidente Lula. Sin embargo, a pesar de esta importante victoria local, en el ámbito nacional, el peso de los principales partidos opositores, PSDB y DEM, ha disminuido.